# Tachina potens
Tachina potens là một loài ruồi trong họ Tachinidae.